# Battaglia di Crevola
La battaglia di Crevola, avvenuta presso il ponte di Crevoladossola, si combatté il 28 aprile 1487 fra le truppe vallesane di Jost von Silenen, vescovo-conte di Sion e le truppe sforzesche guidate da Renato Trivulzio a difesa dell'Ossola.

## Storia

### Antefatti
In quel periodo esisteva una grande rivalità fra i vallesani e gli ossolani legata a dispute territoriali. Nel 1484 gli svizzeri del Vallese al comando di Jost von Silenen, vescovo di Sion, nel contesto di alcune dispute di confine con i paesi del novarese, invasero la Val d'Ossola e la saccheggiarono sino a Domodossola. In seguito a questa offensiva, i novaresi lo accusarono di essersi spinto a rapinare gli arredi sacri dalle chiese ossolane inducendo gli altri cantoni svizzeri a condannare il vescovo al pagamento di una somma di denaro. Il Moro inviò in soccorso un esercito di 3 000 fanti, 1 500 cavalieri e 100 balestrieri a cavallo al comando di Renato Trivulzio e Giberto Borromeo. L'esercito sforzesco riuscì a sconfiggere i presìdi lasciati dagli svizzeri a difesa dei guadi sul fiume Toce, a sollevare l'assedio del colle Mattarella, costringendo il nemico a ritirarsi verso Crevola, a entrare a Domodossola e a coordinare le successive mosse con la guarnigione ivi presente. Nel frattempo i milanesi furono informati del fatto che un contingente di circa 1 000 svizzeri, dopo aver depredato la Val Vigezzo, stava cercando di riunirsi al grosso dell'esercito. Subito furono inviati i cavalleggeri e i balestrieri a cavallo al fine di rallentarli in attesa dell'arrivo della fanteria. Gli svizzeri assunsero la tipica formazione difensiva a quadrato ma, essendo tormentati dai balestrieri milanesi, cercando di inseguirli ruppero le righe.
Nel febbraio del 1487 gli svizzeri attaccarono la Valtellina, occupando Bormio, ed effettuarono operazioni di rapina in tutta la valle finché non furono cacciati dall'esercito sforzesco e costretti a stipulare una pace, alla quale però non aderirono gli svizzeri del Vallese.
Jost von Silenen approfittò della situazione radunando un esercito e mettendovi a capo il fratello Albin von Silenen. Non appena il passo del Sempione fu transitabile, gli svizzeri lo attraversarono invadendo la Val d'Ossola e assediò il castello sul colle Mattarella a protezione della città e si ebbero le prime scaramucce in Val Divedro.
La guarnigione comandata da Zenone da Lavello riuscì a contenere il nemico e inviare una richiesta d'aiuto a Milano.
Il 17 aprile 1487 l'esercito svizzero, che contava nel complesso 4 500-5 000 uomini, marciò su Domodossola diviso in tre colonne: una di vallesani provenienti dalla Val Divedro, una di svizzeri dalla Valle Antigorio e una dalla Val Bognanco. Raggiunta Crevola percorrendo i sentieri ai piedi dei monti, oltrepassarono Domodossola e raggiunsero il colle Mattarella su cui si trovava l'omonimo castello quindi si diedero al saccheggio e alla distruzione degli edifici circostanti la città. Nei giorni successivi si verificarono diverse scaramucce tra gli svizzeri e la guarnigione di Domodossola, capitanata da Zenone da Lavello e dal Traversa, nelle quali gli sforzeschi riuscirono ad uccidere un capitano svizzero, Antonio Lener, a fare diversi prigionieri e a cacciare i vallesani dall'area immediatamente circostante la città grazie all'utilizzo di armi da assedio. Gli svizzeri allora inviarono un contingente dal colle Mattarella in Val Vigezzo, al fine di ricongiungersi con 1 000 svizzeri guidati da Jost von Silenen, il vescovo di Sion, di ritorno da una campagna contro Saluzzo. Nel frattempo l'esercito sforzesco inviato in soccorso di Domodossola da Ludovico il Moro aveva raggiunto Vogogna, a dieci miglia dalla città. Il consiglio militare decise di inviare a Domodossola un contingente guidato da Renato Trivulzio al fine di decidere insieme agli assedianti le successive mosse. Appresa la notizia, gli assedianti del colle Mattarella ne informarono il distaccamento inviato in Val Vigezzo ordinandogli di ricongiungersi al più presto con il grosso dell'esercito portando viveri, bottino e ostaggi. Quando il contingente sforzesco giunse nei pressi del colle Mattarella gli svizzeri lo assalirono impegnandolo in una feroce battaglia che comportò un certo numero di morti e feriti da entrambe le parti, in ogni caso il Trivulzio riuscì a procedere ed entrare in città dove informò la guarnigione della situazione sul campo di battaglia per poi ritirarsi di nuovo verso Vogogna. Il giorno successivo gli svizzeri abbandonarono l'assedio del colle Mattarella pensando che il Trivulzio stesse difendendo Domodossola e si diressero con i loro carriaggi verso Crevola, sperando di ricongiungersi al più presto con i rinforzi in Val Vigezzo che tardavano ad arrivare. Zenone da Lavello e il Traversa, vedendo i nemici ritirarsi dal colle, inviarono una squadra di frombolieri per rallentare gli svizzeri e alcuni messaggeri a Vogogna per informarne gli sforzeschi, che subito si prepararono per marciare il più rapidamente possibile verso Domodossola.

### Battaglia
Alla testa dell'esercito sforzesco si misero i balestrieri, la fanteria e la cavalleria leggera guidata da Renato da Trivulzio, dietro di loro la fanteria e la cavalleria pesante guidata da Giberto Borromeo e Giampietro Bergamino. Le truppe guidate dal Trivulzio e Giacomo da Corte, marciando sulla sponda sinistra del fiume Toce, raggiunsero Beura per poi guadare il corso d'acqua e mettere in fuga un contingente di 500 svizzeri che subirono 50 morti. Giunti nella piana davanti a Domodossola s'avvidero che Zenone da Lavello e il Traversa, alla guida di balestrieri e di circa 200 cavalleggeri, stavano combattendo contro gli svizzeri presso Preglia, località a circa un chilometro dal ponte di Crevola. Renato Trivulzio decise allora di inviare i balestrieri a cavallo capitanati da Giacomo da Corte a dar loro manforte e poco dopo in loro soccorso arrivò lo stesso Trivulzio con la fanteria leggera. Durante lo scontro gli sforzeschi si accorsero che gli svizzeri provenienti dalla Val Vigezzo stavano cercando di ricongiungersi con il resto dell'esercito, pertanto Giacomo da Corte, radunati i balestrieri a cavallo e gli stradiotti, guadò nuovamente il Toce portandosi a Trontano per bloccare il sentiero all'imbocco della valle. Gli svizzeri si difesero assumendo una formazione a quadrato composta da 800 picchieri, riuscendo a respingere i milanesi mentre i circa 200 uomini restanti si diressero verso Masera per unirsi al resto dell'esercito. Giacomo da Corte a quel punto ordinò ai balestrieri a cavallo di tormentare gli svizzeri con le balestre per poi far simulare la fuga alla cavalleria leggera. Gli svizzeri caddero nel tranello rompendo la formazione e mettendosi all'inseguimento degli avversari, trovandosi presto sparpagliati e circondati su tre lati dai cavalleggeri e dai fanti milanesi che li annientarono. I pochi superstiti cercarono di fuggire risalendo le falde dei monti ma molti di loro furono intercettati ed uccisi dagli sforzeschi oppure vagarono per i boschi finendo con il morire di stenti. Sorte ancor peggiore toccò a coloro che vennero scovati dai montanari locali che si vendicarono di anni di scorrerie e massacri facendoli a pezzi. 
Il Borromeo e il Bergamino, nel frattempo, inviarono una squadra di 100 fanti ad occupare e difendere il ponte dell'Orco, situato all'imbocco della Val Divedro poi mossero con il resto dell'esercito contro gli svizzeri presso il ponte di Crevola. Gli svizzeri opposero una strenua resistenza fortificandosi negli edifici situati appena prima del ponte e lanciando rocce a mano e con macchine d'assedio dalle alture circostanti. Nello scontro si distinsero il Traversa, che fu il primo a scendere da cavallo ed affrontare gli svizzeri e Giovanni Borromeo per la sua abilità marziale e capacità di comando. Un colpo di archibugio ferì ad un piede Renato da Trivulzio, costringendolo a zoppicare per il resto della sua vita. Alla fine i vallesani furono costretti a ritirarsi, una parte fuggì risalendo i sentieri delle alture circostante, altri invece coprirono la ritirata asserragliandosi a difesa del ponte di Crevola. Questi resistettero a lungo ma alla fine si trovarono circondati dalla fanteria e cavalleria leggera che era stata inviata dagli sforzeschi al di là del ponte per tagliare ogni via di fuga. A questo punto i vallesani cercarono di nascondersi negli edifici vicini dove furono quasi tutti stanati ed uccisi. Nella battaglia rimase ferito e venne catturato Albin von Silenen, capitano dei vallesani e fratello del vescovo di Sion. Alcuni svizzeri riuscirono a salvarsi sfruttando la distrazione degli sforzeschi intenti al saccheggio e tornarono in Svizzera attraverso i sentieri della Val Divedro e il passo del Sempione. Dopo la vittoria l'esercito ducale tornò a Domodossola con i feriti per poi rientrare a Milano.
Al termine della battaglia gli svizzeri ebbero 1 000 morti e almeno altrettanti feriti, pari a circa un terzo delle loro forze. Dopo la battaglia di Arbedo del 1422, quella di Crevola fu l'unica sconfitta subita dagli svizzeri dalla nascita della Vecchia Confederazione, nonché la peggiore. Il 23 luglio 1487 la Vecchia Confederazione stipulò un nuovo trattato di pace con il Ducato di Milano.

### Conseguenze
La disfatta svizzera ridimensionò le ambizioni vallesane sull'Ossola. Il 23 luglio 1487 una legazione della Vecchia Confederazione stipulò un trattato di pace con il Ducato di Milano.
Gli svizzeri, comunque, tornarono a minacciare i territori sforzeschi nel 1494 per essere ancora una volta sconfitti e costretti ad una nuova pace il 9 gennaio 1495.
I domesi edificarono un oratorio presso il ponte di Crevola (tuttora esistente) intitolandolo a San Vitale la cui ricorrenza cadeva il 28 aprile, giorno della battaglia. Ogni anno, in quella data, i domesi si recavano in processione all'oratorio in memoria della vittoria.